# Mildred Fahrni
Mildred Fahrni (1900-1992) fue una pacifista canadiense Socialista, quién tuvo una amistad con Gandhi y Martin Luther King, Jr. Fue una dirigente de la liga Internacional de las Mujeres para Paz y Libertad (WILPF) y el Movimiento de la Reconciliación. Fahrni activamente se opuso a la Segunda Guerra Mundial y a la xenofobia que llevó al internamiento Canadiense Japonés y el internamiento de los niños Dujobory. Fue una feminista vehemente y activista social.

## Biografía
Mildred Osterhout nació en el área rural de Manitoba el 2 de enero de 1900 y fue hija del Reverendo Abram y Hattie Osterhout. Su familia se mudó a Columbia Británica en 1914. Entre 1919 y 1923 estuvo en la Universidad de Columbia Británica (UBC), obteniendo una Licenciatura de Artes en Lengua Inglesa y Filosofía. Inmediatamente completó una Maestría en Filosofía en 1923 en la misma universidad. Al terminar su maestría, Osterhout empezó a trabajar como secretaria para la oficina de Vancouver del YMCA y para la Iglesia Memorial Canadiense (CMC), pero al ganar una beca para asistir al Bryn Mawr College, en 1930 hizo que regresara a la escuela. En la escuela en Pensilvania, conoció a Muriel Lester y fue invitada a trabajar por seis meses en Kingsley, Londres. Casualmente, la llegada de Osterhout a Londres correspondió con las Conferencias de la Mesa Redonda sobre la independencia de la India. Mahatma Gandhi, quién atendía las conferencias, también estaba en residencia en Kingsley, y su reunión con él, cambió la dirección de la vida de Osterhout.
Regresó a Canadá en 1933 y empezó trabajar como trabajadora social. El mismo año, fue a la Conferencia de la Federación del Co-operativo Commonwealth (CCF) en Regina, el cual formalmente fundó el partido y lanzó el Manifesto Regina. Se postuló para un puesto federal en las elecciones de 1933 y 1938 en la boleta del CCF, perdiendo ambas veces. Después de la segunda pérdida decidió visitar a Gandhi en la India. Después de su visita, regresó a Canadá y tomó una posición de como maestra en la Primaria Carleton en 1939, cuidó a su padre quien estaba enfermo pero él murió en 1940 En 1941, Osterhout se casó con Walter Fahrni y empezó una gira a través de Canadá dando pláticas sobre la paz y una oposición a que Canadá se involucrara en la Segunda Guerra Mundial. Fallando a disuadir la participación canadiense y oponiéndose a la xenofobia del gobierno, Fahrni se ofreció para enseñar sin paga en la escuela en New Denver donde estaban los detenidos del internamiento Canadiense Japonés.
Durante las décadas de 1940 y 1950, Mildred viajó internacionalmente por causas pacifistas.  En 1945 asistió a la conferencia para la fundación de las Naciones Unidas y asistió al Primer Congreso Interamericano de Mujeres en 1947 en la Ciudad de Guatemala como representativo de la liga Internacional de las Mujeres para Paz y Libertad (WILPF). En 1947, fue presidenta electa de la sede del WILPF de Vancouver pero renunció en 1948 cuando se mudó a Toronto para aceptar una posición como la Secretaria Nacional del Movimiento de la Reconciliación (FOR). Después de cinco años, se transfierió a Vancouver, actuando como la Secretaria Occidental para FOR. El año siguiente, 1949, Fahrni viajó a la India, para participar en la Reunión Pacifista Mundial. Fue una oradora pública activa hablando sobre temas de no violencia, pobreza y cambio social, así como publicando artículos sobre los mismos temas. En el @1950s,  escriba muchas sumisiones para el Doukhobor Inquirer y era comprensivo a su persecución. En la década de 1950, escribió muchas publicaciones para el Doukhobor Inquirer Entre 1953 y 1959, el gobierno canadiense internó a niños Dujobory en las escuelas residenciales en New Denver y Fahrni una vez más ofreció sus servicios como maestra.
En 1955, Fahrni viajó como representativo del FOR a Montgomery, Alabama para participar en el Boicot de Autobuses de Montgomery. Ella era una admiradora de Martin Luther King, Jr. debido a su relación con Gandhi, se volvieron amigos y tuvieron correspondencia sobre pacifismo y asuntos sociales por muchos años. El marido de Fahrni murió en 1958 y ella alquiló las habitaciones a internos y alumnos, viviendo estilo comuna. Entre 1963 y 1979, ella pasó el invierno en el centro Quaker comunitario Casa de los Amigos en la Ciudad de México, llevando a cabo servicios comunitarios. De 1970 en adelante, Fahrni sirvió como anfitriona para Servas, una organización de paz internacional, la cual utiliza viaje y estancias familiares para promover paz. Viajó con Servas por América del Sur. En 1991, fue otorgada el Premio de Paz Vancouver.
Fahrni murió el 13 de abril de 1992 en Vancouver, Columbia Británica, Canadá.